# Universidad de la Defensa Nacional
La Universidad de la Defensa Nacional (UNDEF) es una universidad pública argentina fundada el 12 de noviembre de 2014 mediante la Ley 27.015, con sede en la ciudad de Buenos Aires. Su misión es formar a militares y civiles en áreas estratégicas relacionadas con la Defensa Nacional, abarcando ciencias militares, ingeniería, tecnología, ciencias de la salud, navegación marítima y ciencias sociales aplicadas a políticas de defensa y pensamiento estratégico. La UNDEF integra los institutos universitarios preexistentes de las Fuerzas Armadas (Ejército, Armada y Fuerza Aérea) y la ex Escuela de Defensa Nacional (EDeNa), que al momento de la ley funcionaban en la órbita del Ministerio de Defensa de la Nación y las Fuerzas Armadas, consolidando una estructura académica.

## Misión
Según su Estatuto, la UNDEF tiene como propósito abarcar las llamadas "ciencias militares", en sus tres dominios (argentina): tierra, mar y aire, incluyendo la Ingeniería, la Tecnología, las Ciencias de la Salud, la Navegación, y las Ciencias Sociales abocadas al estudio de las Políticas de Defensa y del pensamiento estratégico.

## Historia

### Antecedentes
El sistema educativo que compuso la Defensa Nacional en Argentina, hasta el 2014 se encontraba fuertemente atomizado. Cada una de las Fuerzas Armadas, contaba con un Instituto Universitario, los cuales realizaban cursos de grado y posgrado generalmente reservados a militares y/o con poca difusión y poca movilidad académica.
Así mismo, el Ministerio de Defensa tenía en su órbita administrativa a la Escuela de Defensa Nacional, una institución heredera de la Escuela de Guerra fundada por Juan D. Perón hace más de medio siglo. En esta escuela se dictaba el "Curso Superior en Defensa Nacional" y la "Maestría en Defensa Nacional", ambos cursos de posgrado, ahora incorporados en el espacio de la FaDeNa en la UNDEF. 

### Creación de la UNDEF
La gestión de la presidenta Cristina Fernández de Kirchner, con el ministro Agustín Rossi llevaron adelante el proyecto de creación de la UNDEF. En diciembre del 2014 se creó la Universidad por ley nacional aprobada en el Congreso de la Nación, y promulgada por el Poder Ejecutivo. A partir de esa fecha se comenzó a redactar el Estatuto de la Universidad que fue aprobado por el Ministerio de Educación, el 19 de mayo del 2015.
Ese mismo año, fue designado como Rector de la Universidad el exsecretario de Asuntos Internacionales del Ministerio de Defensa, el Dr. Jorge Fernández, cuyo mandato de "Rector Organizador" pretendía resolver las gestiones necesarias para el normal funcionamiento de la Universidad. Asimismo en la FADENA se designó al exdirector de la Escuela de Defensa Nacional, Dr. Tomás Várnagy como "Decano Organizador".
Durante el año 2015 se dictó también la "Especialización en Gestión para la Defensa" mediante un convenio con la UNTREF, el cual se dio de baja a finales del 2015, lo cual impidió su renovación y el curso de posgrado no se dictó en una segunda ocasión.
Entre 2015 y 2016, la universidad enfrentó dificultades presupuestarias, las cuales se superaron al otorgarle autonomía. Posteriormente, fue liderada por Gonzalo Álvarez (2016-2020) y Jorge Battaglino (2020-2024). Desde enero de 2024, el rector es el Dr. Julio César Spota, destacado por su trayectoria en antropología, estrategia y geopolítica.

### Cambio de Gestión y Controversia 2015-2016
En diciembre de 2015 asume como presidente de la Nación Mauricio Macri y nombra a Julio Martínez como Ministro de Defensa, quien se había mostrado en contra de la creación de la UNDEF durante su mandato como legislador nacional. En febrero del 2016, se publicó una nota crítica a la creación de la UNDEF y su funcionamiento en Infobae. En ella se critica que hasta ese momento la universidad no tenía presupuesto propio ni funciones claras.
En marzo, congresistas de la oposición  denunciaron que la institución se hallaba en estado de “paralización institucional” y que de facto se estaba interviniendo una universidad pública, esta situación motivó a un pedido de informes al Poder Ejecutivo, en el que denuncian “una intervención velada a una institución educativa superior”. El Poder Ejecutivo, mediante un decreto, nombra a un nuevo director de la Escuela de Defensa Nacional (EDENA), pese a que se consideraba extinta al ser incorporada en la UNDEF como FADENA. Esta confrontación directa entre Escuela/Facultad, y Director/Decano, llevó a su punto culmine cuando el director Dr. Julio César Augusto Spota, anunciara la creación de la Maestría en Defensa Nacional, programada para abril de 2016, superponiéndose a la Maestría en Defensa Nacional que la UNDEF dictaba, en el ciclo 2016, desde marzo. La autonomía universitaria vino a impedir el intento de interferencia en la Universidad, dejando de lado el alto costo político de una intervención o supresión mediante un decreto presidencial. 
En marzo se designó Gonzalo Álvarez como Rector, un académico del derecho universitario, de larga trayectoria en la Universidad de Buenos Aires, ligado con la Unión Cívica Radical, así como sus secretarios. El Dr. Spota dejó su cargo como Director para reemplazar al Dr. Várnagy como Decano de la FADENA. Luego acontecieron naturales ordenamientos académico-administrativos, que tuvieron en favor a la UNDEF, incorporando espacios, oficinas y empleados.

### Gestión 2016-2019
En 2017 el presidente Macri anuncia la terminación de los convenios que muchos ministerios nacionales sostenían con universidades, entre los cuales existía un convenio por el uso del edificio de Maipú 262, CABA, que actuaba como sede del Rectorado de la UNDEF, según su Estatuto. Las autoridades ministeriales entendieron el convenio como "terminado", invitando al desalojo de la parte correspondiente a las gestiones académicas y administrativas de la UNDEF.
En septiembre del 2018 surgió la investigación sobre movimientos financieros irregulares de la gestión universitaria; se sugirieron compras indebidas, registros impropios, cuentas bancarias irregulares, y una operación financiera con LEBACs por más de $20.000.000,-, operados desde fondos destinados a desarrollos académicos. La SIGEN desarrolló una detallada auditoría en la que señaló estas irregularidades, y el Ministerio de Defensa prometió realizar la propia.
En 2017 incluyeron la actualización de sus planes de estudios, el financiamiento de proyectos de investigación y extensión, la creación de la escuela de oficios, la implementación de sistemas de información académica y administrativa, la organización de seminarios y jornadas, la promoción de intercambios internacionales, la divulgación a través de su propia editorial, la implementación de programas específicos y el impulso de debates sobre temas de Defensa Nacional, así como la continuidad en la ejecución de los proyectos transversales UNDEF y UNDEX.
También se puso en marcha la Escuela de Oficios de la UNDEF (ESCOUNDEF) que es un programa que articula esfuerzos entre la UNDEF, las FF. AA., diferentes organismos del Estado y el sector privado, con el objetivo de formar ciudadanos en distintos oficios. En su planificación general, la ESCOUNDEF se desarrolló en sedes ubicadas en distintos puntos de la Argentina, involucrando a las tres Fuerzas Armadas y poniendo a disposición de la sociedad civil recursos humanos altamente calificados, infraestructura edilicia y una amplia distribución geográfica.

### Gestión 2020-2023
Durante la gestión del rector Dr. Jorge Battaglino (2020-2023), la UNDEF consolidó su desarrollo institucional y académico, ampliando su oferta educativa, fomentando la investigación en defensa y modernizando su estructura. Este período estuvo marcado por desafíos significativos, como la pandemia de COVID-19, que requirió una rápida adaptación a la educación virtual y la reorganización de programas académicos para garantizar la continuidad de la formación.

#### Adaptación a la Pandemia y Virtualización Académica
Ante la emergencia sanitaria de 2020, la UNDEF implementó la virtualización de emergencia, asegurando la continuidad de más de 130 programas de estudio. Esto implicó la digitalización de materiales, la capacitación docente en nuevas tecnologías y el fortalecimiento de plataformas virtuales para la enseñanza. Asimismo, se promovieron instancias de formación complementaria en línea y seminarios adaptados a la modalidad remota.

#### Fortalecimiento Institucional y Expansión de Unidades Académicas
Durante este período, la UNDEF amplió su estructura institucional con la creación de nuevas unidades académicas y la incorporación de instituciones clave al sistema universitario. Entre las principales iniciativas se destacan:
- Creación de la Facultad Militar Conjunta, con el objetivo de fortalecer la formación integral de los oficiales de las Fuerzas Armadas.
- Fundación del Instituto de Ciberdefensa de las Fuerzas Armadas, orientado al desarrollo de capacidades estratégicas en seguridad informática y protección de infraestructuras críticas.
- Reincorporación de la Escuela de Suboficiales de la Armada, fortaleciendo la formación del personal subalterno dentro del sistema universitario.

#### Expansión de la Oferta Académica
En el marco de la modernización educativa, la UNDEF lanzó 16 nuevas carreras de grado y posgrado, incluyendo:
- Doctorado en Defensa, el primero en su tipo en América Latina, orientado a la investigación estratégica en defensa y seguridad.
- Licenciaturas y maestrías en áreas clave, como gestión de defensa, estudios estratégicos y logística militar.
- Ciclo de Formación del Oficial de Estado Mayor, diseñado para mejorar la capacitación de los altos mandos de las Fuerzas Armadas.

Además, se promovió la actualización de planes de estudio y la incorporación de enfoques interdisciplinarios en la enseñanza de la defensa.

#### Investigación y Desarrollo Tecnológico
La UNDEF potenció la producción científica mediante el financiamiento de proyectos de investigación aplicada a la industria de la defensa, con énfasis en áreas como:
- Desarrollo de tecnología militar avanzada y sistemas de defensa nacional.
- Aplicaciones de la inteligencia artificial y big data en operaciones militares.
- Innovación en ciberseguridad y protección de infraestructuras críticas.

También se promovió la vinculación con organismos científicos nacionales e internacionales, facilitando la transferencia de conocimientos y tecnología.

#### Internacionalización y Cooperación Académica
La UNDEF consolidó su proyección internacional mediante la firma de convenios con universidades y centros de defensa de países como Estados Unidos, China, Francia, Italia, India, Ecuador y Bolivia. Estas alianzas permitieron el intercambio académico, la realización de programas conjuntos y la participación en foros internacionales sobre defensa y seguridad.

#### Fortalecimiento de la Cultura de Defensa y Vinculación con la Sociedad
Uno de los ejes estratégicos de la gestión fue la promoción de la cultura de defensa en la sociedad civil. Para ello, la UNDEF impulsó:
- Cursos y capacitaciones para legisladores y funcionarios sobre defensa y seguridad.
- Jornadas de divulgación científica sobre el rol de las Fuerzas Armadas en el desarrollo nacional.
- Publicaciones y material audiovisual para difundir conocimientos sobre la defensa nacional.

Además, se promovió la participación de la UNDEF en debates sobre política de defensa y seguridad regional.

#### Modernización Administrativa y Políticas de Género
En términos de gestión institucional, se implementaron reformas para agilizar procesos administrativos, mejorar la certificación de títulos y fortalecer la transparencia en la gestión universitaria.
También se avanzó en la aplicación de políticas de género y equidad, con programas de capacitación y sensibilización dentro de la comunidad universitaria.
El período 2020-2023 representó un hito en la consolidación de la UNDEF como una institución clave dentro del sistema universitario argentino y en el ámbito de la defensa. La expansión académica, el fortalecimiento de la investigación, la cooperación internacional y la modernización institucional sentaron las bases para el crecimiento futuro de la universidad en su misión de formar profesionales para la defensa nacional.

## Unidades Académicas y carreras
La UNDEF posee actualmente siete (7) Facultades:
| Facultad                                  | Escuela                                                      | Carreras de grado | Carreras de posgrado |
| ----------------------------------------- | ------------------------------------------------------------ | --- | --- |
| Facultad del Ejército (FE)                | Escuela Superior de Guerra                                   | - Licenciatura en Relaciones Internacionales - Orientación Escenarios de Conflictos Internacionales, Misiones de Paz y Desarme - Profesorado Universitario en la Enseñanza Media y Superior de la Conducción Militar - Profesorado de Equitación | - Especialización en Conducción Superior de Organizaciones Militares Terrestres - Especialización en Gestión de la Defensa Civil y Apoyo a la Población - Especialización en Planificación y Gestión de Recursos Materiales de Organizaciones Militares Terrestres - Especialización en Gestión de la Defensa Civil y Apoyo a la Población - Especialización en Planificación y Gestión de Recursos Materiales de Organizaciones Militares Terrestres - Especialización en Planeamiento y Gestión de Recursos Humanos de Organizaciones Militares Terrestres - Especialización en Historia Militar Contemporánea - Maestría en Estrategia y Geopolítica - Maestría en Historia de la Guerra |
| Facultad del Ejército (FE)                | Colegio Militar de la Nación                                 | - Licenciatura en Conducción y Gestión Operativa.-Orientaciones en Armas, Intendencia y Arsenales - Licenciatura en Enfermería con Orientación en Emergentología y Trauma                                                                        | |
| Facultad del Ejército (FE)                | Escuela de Suboficiales Sargento Cabral                      | | |
| Facultad de Ingeniería del Ejército (FIE) |                                                              | - Ingeniería Electrónica - Ingeniería Mecánica Orientación Automotores - Ingeniería en Informática - Ingeniería Química - Ingeniería en Agrimensura con Orientación Geográfica - Ingeniería Civil - Ingeniería Mecánica Orientación Armamentos   | - Especialización en Criptografía y Seguridad Teleinformática - Especialización en Sistemas de Control - Especialización en Transporte Operativo - Maestría en Seguridad e Higiene Ocupacional - Maestría en Ciberdefensa |
| Facultad de la Armada (FadARA)            | Escuela de Guerra Naval                                      | | - Especialización en Conducción Táctica y Operacional Naval - Maestría en Estudios Estratégicos |
| Facultad de la Armada (FadARA)            | Escuela Ciencias del Mar                                     | - Licenciatura en Cartografía | |
| Facultad de la Armada (FadARA)            | Escuela Naval Militar                                        | - Licenciatura en Recursos Navales para la Defensa. Orientación Comando Naval - Licenciatura en Administración Naval - Licenciatura en Recursos Navales para la Defensa. Orientación Comando Infantería de Marina                                | |
| Facultad de la Armada (FadARA)            | Escuela Nacional de Náutica                                  | - Licenciatura en Transporte Marítimo - Licenciatura en Plantas Propulsoras Marinas | |
| Facultad de la Armada (FadARA)            | Escuela de Oficiales de la Armada                            | | - Especialización en Finanzas y Abastecimientos Navales - Especializción en Sistemas Mecánicos Navales - Especialización en Planeamiento y Acción Naval Integrada - Especialización en Sistemas Eléctricos Navales |
| Facultad de la Fuerza Aérea (FacFA)       | Instituto Nacional de Derecho Aeronáutico y Espacial         | | - Especialización en Derecho Aeronáutico, Espacial y Aeroportuario |
| Facultad de la Fuerza Aérea (FacFA)       | Escuela de Aviación Militar                                  | - Licenciatura en Conducción de Recursos Aeroespaciales para la Defensa | |
| Facultad de la Fuerza Aérea (FacFA)       | Escuela Superior de Guerra Aérea                             | | - Especialización en Evaluación de Proyectos con Inversión para la Defensa |
| Facultad de la Fuerza Aérea (FacFA)       | Escuela de Suboficiales de la Fuerza Aérea                   | | |
| Facultad de la Fuerza Aérea (FacFA)       | Escuela Superior de Guerra Aérea                             | | - Especialización en Conducción de Fuerzas y Operaciones Aeroespaciales |
| Facultad de la Defensa Nacional (FADENA)  |                                                              | | - Curso Superior en Defensa Nacional - Maestría en Defensa Nacional - Doctorado en Defensa - Especialización en Gestión para la Defensa Nacional - Especialización en Producción de Información Estratégica |
| Centro Regional Cordoba                   | Facultad de Ingeniería - Instituto Universitario Aeronáutico | - Ingeniería en Informática - Ingeniería en telecomunicaciones - Ingeniería Aeronáutica - Ingeniería Electrónica | - Especialización en Seguridad Informática - Especialización en Sistemas Embebidos - Especialización en Mantenimiento Aeronáutico - Especialización en Sistemas de Radar e Instrumentación - Maestría en Sistemas de Radar e Instrumentación - Maestría en Ciberdefensa - Maestría en Ingeniería de Sistemas Embebidos |
| Centro Regional Cordoba                   | Facultad de Cs. de la Administración                         | - Licenciatura en Recursos Humanos - Licenciatura en Administración - Licenciatura en Logística - Contador Público | - Especialización en Abastecimiento para la Defensa |
| Facultad Militar Conjunta (FMC)           | Escuela Superior de Guerra Conjunta de las Fuerzas Armadas   | | - Especialización en Estrategia Operacional y Planeamiento Militar Conjunto - Maestría en Estrategia Militar |
| Facultad Militar Conjunta (FMC)           | Instituto de Inteligencia de las Fuerzas Armadas             | | - Especialización en Análisis de Inteligencia Estratégica - Especialización en Gestión de Información Militar Terrestre - Especialización en Gestión de Información Militar Aeroespacial - Programa de Actualización en Dirección de Inteligencia Estratégica Militar - Diplomatura Universitaria en Calidad de la Información |
| Facultad Militar Conjunta (FMC)           | Instituto de Ciberdefensa de las Fuerzas Armadas             | | - Diplomatura Universitaria en Gestión de la Ciberdefensa - Diplomatura Universitaria en Operaciones de Ciberdefensa |

## Sede
La sede de la UNDEF es en la calle Maipú 262, Ciudad Autónoma de Buenos Aires, en Argentina. El edificio en el cual se dictan las clases, es propiedad del Ministerio de Defensa. Comparten el espacio las oficinas del Rectorado y la FADENA, ya que éste el antiguo edificio de la EDENA.

### Salones

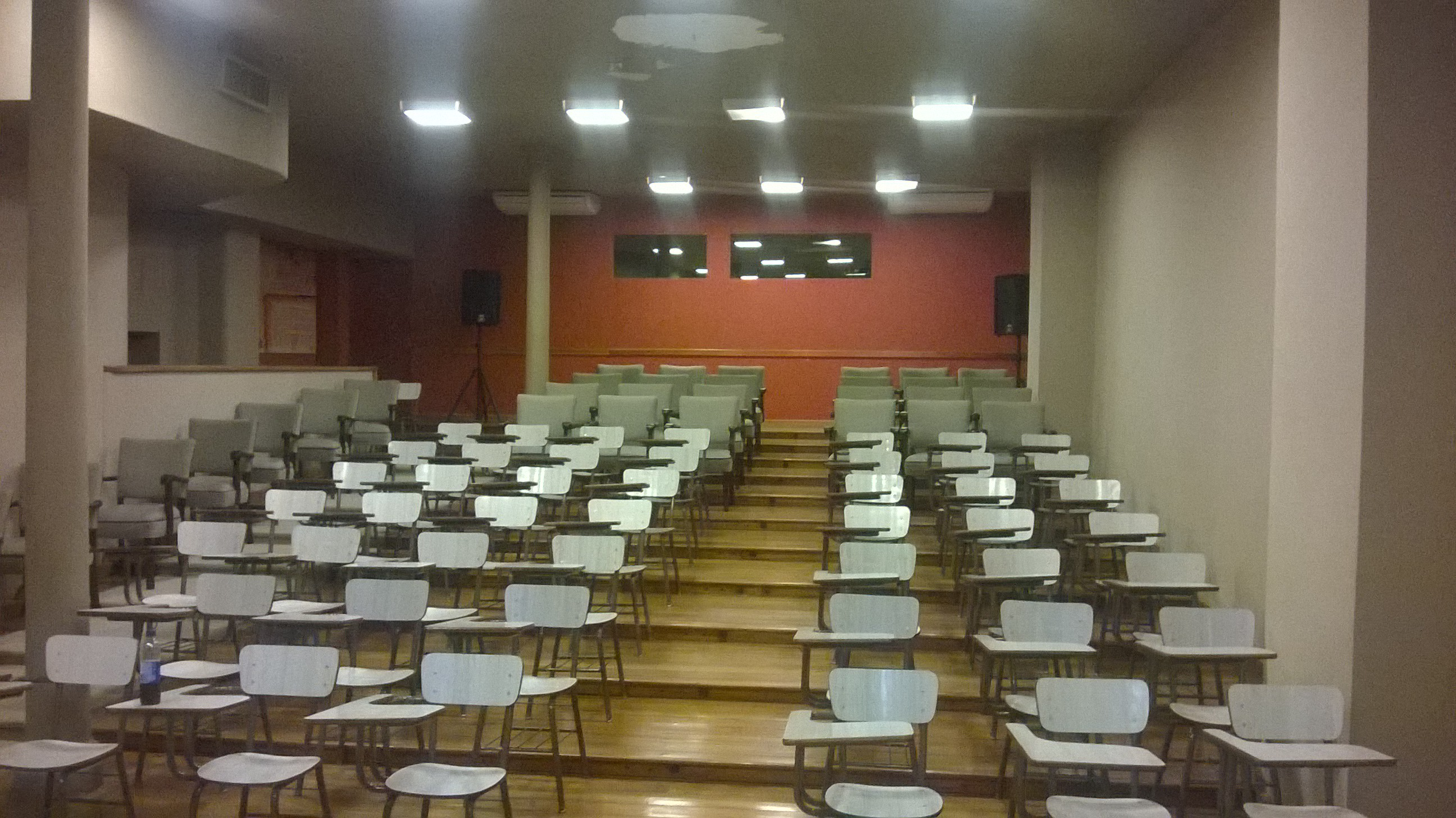
Vista del Salón "San Martín"

La UNDEF cuenta con dos salones principales para eventos, seminarios y disertaciones. El "Salón San Martín", con una capacidad máxima de 100 personas, se encuentra en la planta baja, suele ser el espacio de las clases los cursos de posgrado de la FADENA, cuando no ocurre algún evento especial organizado por la Universidad . 
El "Salón Alte. Guillermo Brown", con capacidad para 250 personas, es el salón más grande, utilizado para los eventos de mayor envergadura, como el cierre de cursos de posgrado, la asunción de autoridades, o jornadas de amplia concurrencia.

### Biblioteca
La UNDEF cuenta con una Biblioteca con una colección de más de 5.000 volúmenes en la temática de la Defensa Nacional. Su consulta es libre y gratuita. En 2023, fue presentado el libro "Fondef: una política de Estado", dónde se destaca la importancia del Fondef, una ley destinada a reequipar a las Fuerzas Armadas Argentinas.
Posee un repositorio de tesis de maestría, para libre consulta. Forma parte de REBIFA, a través de su web, se accede a parte del  catálogo de la biblioteca UNDEF.

## Autoridades
El actual rector de la UNDEF es el Dr. Julio César Spota.
|     | Rectores de la UNDEF     | Período             | Ministro de Defensa                              | Ministro de Educación                  |
| --- | ------------------------ | ------------------- | ------------------------------------------------ | -------------------------------------- |
| 1.º | Dr. Jorge Raúl Fernández | 12/2014 - 03/2016   | Ing. Agustín Rossi Ing. Julio César Martínez     | Alberto Sileoni Esteban Bullrich       |
| 2.º | Prof. Gonzálo Álvarez    | 03/2016 - 03/2020   | Ing. Julio César Martínez Oscar Raúl Aguad Beily | Esteban Bullrich Alejandro Finocchiaro |
| 3°  | Dr. Jorge Battaglino     | 03/2020 - 1/2024    | Ing. Agustín Rossi Jorge Taiana                  | Nicolás Alfredo Trotta Jaime Perzcyk   |
| 4°  | Dr. Julio César Spota    | 1/2024 - Actualidad | Luis Petri                                       |                                        |

## Organización
La UNDEF cuenta con cuatro Secretarías y dos Subsecretarías. Cada una de ellas organiza y coordina las vastas áreas de gestión de la Universidad.
- Secretaría General
- Seccretaría de Ciencia y Tecnología
- Secretaría Académica
- Secretaría de Administración
- Secretaría de Extensión